# Mellanamerika
| Mellanamerika |
| --- |
| Kartbild med Mellanamerika, inkluderande Mexiko, Centralamerika och Västindien. - Betydelse – amerikansk region - Två definitioner – Centralamerika; Mexiko plus Centralamerika plus Västindien - Relaterade begrepp – Centralamerika, Mesoamerika |

Mellanamerika är en benämning på en del av dubbelkontinenten Amerika. Det är antingen ett alternativt namn på Centralamerika eller syftar på området mellan Nordamerika (Norra Amerika) och Sydamerika. I den senare betydelsen omfattar Mellanamerika det som annars beskrivs som Västindien samt Centralamerika plus Mexiko.
Mellanamerika är ett av flera namn på de relativt sett mindre och smalare landområden som sammanbinder de större världsdelarna Sydamerika och den nordamerikanska kontinenten. Mexiko är här en geografisk övergångszon som i söder (runt Tehuantepecnäset) ansluter till den centralamerikanska "landbryggan" och i norr har en lång gräns mot sin än större nordliga granne USA. Begreppet Mellanamerika används av svenska Jordbruksverket som en regiondefinition vid sidan om Sydamerika och Nordamerika; hos Jordbruksverket inkluderar denna region då Mexiko.
Ett snarlikt namn är Mesoamerika (efter mesos, grekiska för 'i mitten'). Det är en kulturgeografisk benämning på ett område som innefattar Mexiko och norra delen av Centralamerika.